# Államok vezetőinek listája 1868-ban
Ezen az oldalon az 1868-ban fennálló államok vezetőinek névsora olvasható földrészek, majd országok szerinti bontásban.

## Európa
- Andorra (parlamentáris társhercegség)
  - Társhercegek
    - Francia társherceg – III. Napóleon francia császár (1852–1870), lista
    - Episzkopális társherceg – Josep Caixal i Estradé (1853–1879), lista
- Badeni Nagyhercegség (monarchia)
  - Uralkodó – I. Frigyes nagyherceg (1856–1907)
- Bajor Királyság (monarchia)
  - Uralkodó – II. Lajos király (1864–1886)
- Belgium (monarchia)
  - Uralkodó – II. Lipót király (1865–1909)
  - Kormányfő –
    1. Charles Rogier (1857–1868)
    2. Walthère Frère-Orban (1868–1870), lista
- Dánia (monarchia)
  - Uralkodó – IX. Keresztély király (1863–1906)
  - Kormányfő – Christian Emil Frijs (1865–1870), lista
- Egyesült Királyság (parlamentáris monarchia)
  - Uralkodó – Viktória Nagy-Britannia királynője (1837–1901)
  - Kormányfő –
    1. Edward Smith-Stanley (1866–1868)
    2. Benjamin Disraeli (1868)
    3. William Gladstone (1868–1874), lista
- Északnémet Szövetség (monarchia)
  - Uralkodó – I. Vilmos császár (1867–1871)
  - Kancellár – Otto von Bismarck (1867–1871), lista
- Franciaország (monarchia)
  - Államfő – III. Napóleon francia császár (1852–1870)
  - Kormányfő – betöltetlen, Napóleon teljhatalma 1852–1870 között, lista
- Görögország (monarchia)
  - Uralkodó – I. György király (1863–1913)
  - Kormányfő –
    1. Ariszteídisz Moraitínisz (1867–1868)
    2. Dimítriosz Vúlgarisz (1868–1869), lista
- Hesseni Nagyhercegség (monarchia)
  - Uralkodó – III. Lajos nagyherceg (1848–1877)
- Hollandia (monarchia)
  - Uralkodó – III. Vilmos király (1849–1890)
  - Kormányfő –
    1. Julius van Zuylen van Nijevelt (1866–1868)
    2. Pieter Philip van Bosse (1868–1871), lista
- Liechtenstein (parlamentáris monarchia)
  - Uralkodó – II. János herceg (1859–1929)
- Luxemburg (monarchia)
  - Uralkodó – III. Vilmos nagyherceg (1849–1890)
  - Kormányfő – Lambert Joseph Servais (1867–1875), lista
- Monaco (monarchia)
  - Uralkodó – III. Károly herceg (1856–1889)
- Montenegró (monarchia)
  - Uralkodó – I. Miklós király (1860–1918)
- Olasz Királyság (monarchia)
  - Uralkodó – II. Viktor Emánuel király (1861–1878)
  - Kormányfő – Luigi Federico (1867–1869), lista
- Orosz Birodalom (monarchia)
  - Uralkodó – II. Sándor cár (1855–1881)
- Osztrák–Magyar Monarchia (monarchia)
  - Uralkodó – I. Ferenc József király (1848–1916)
  - Kormányfő –
    - Osztrák Császárság –
      1. Karl von Auersperg (1867–1868)
      2. Eduard Taaffe (1868–1870), lista

    - Magyar Királyság – Andrássy Gyula (1867–1871), lista
- Pápai állam (abszolút monarchia)
  - Uralkodó – IX. Piusz pápa (1846–1878)
- Portugália (monarchia)
  - Uralkodó – I. Népszerű Lajos király (1861–1889)
  - Kormányfő –
    1. Joaquim António de Aguiar (1865–1868)
    2. António José de Ávila (1868)
    3. Bernardo de Sá Nogueira de Figueiredo (1868–1869), lista
- Román Királyság (monarchia)
  - Uralkodó – I. Károly király (1866–1914)
  - Kormányfő –
    1. Ștefan Golescu (1867–1868)
    2. Nicolae Golescu (1868)
    3. Ion Brătianu (1868)
    4. Dimitrie Ghica (1868–1870), lista
- San Marino (köztársaság)
  - San Marino régenskapitányai
- Spanyolország (monarchia)
  - Uralkodó –
    1. II. Izabella királynő (1833–1868)
    2. Ferenc király (1846–1868)
    3. interregnum

  - Kormányfő –
    1. Ramón María Narváez (1866–1868)
    2. Luis González Bravo (1868)
    3. José Gutiérrez de la Concha (1868)
    4. Francisco Serrano (1868–1869), lista
- Svájc (konföderáció)
  - Szövetségi Tanács:[1]
  - Wilhelm Matthias Naeff (1848–1875), Melchior Josef Martin Knüsel (1855–1875), Jakob Dubs (1861–1872), elnök, Karl Schenk (1863–1895), Jean-Jacques Challet-Venel (1864–1872), Emil Welti (1866–1891), Victor Ruffy (1867–1869)
- Svédország (parlamentáris monarchia)
- Norvégia és Svédország perszonálunióban álltak.
  - Uralkodó – XV. Károly király (1859–1872)
- Szerb Fejedelemség (monarchia)
  - Uralkodó –
    1. Mihajlo Obrenović (1860–1868)
    2. I. Milán király (1868–1889)

  - Kormányfő –
    1. Nikola Hristić (1867–1868)
    2. Đorđe Cenić (1868–1869), lista
- Württembergi Királyság (monarchia)
  - Uralkodó – Károly király (1864–1891)

## Afrika
- Asanti Birodalom (monarchia)
  - Uralkodó – Kofi Karikari (1867–1874)
- Benini Királyság (monarchia)
  - Uralkodó – Adolo király (1848–1888)
- Etiópia (monarchia)
  - Uralkodó –
    1. II. Tevodrosz császár (1855–1868)
    2. II. Tekle Gijorgisz császár (1868–1871)
- Kaffa Királyság (monarchia)
  - Uralkodó – Kaje Serocso császár (1854–1870)
- Kanói Emírség (monarchia)
  - Uralkodó – Abdullah (1855–1883)
- Libéria (köztársaság)
  - Államfő –
    1. Daniel Bashiel Warner (1864–1868)
    2. James Spriggs-Payne (1868–1870), lista
- Marokkó (monarchia)
  - Uralkodó – IV. Mohammed szultán (1859–1873)
- Mohéli (Mwali) (monarchia)
  - Uralkodó – Mohamed bin Szaidi Hamadi Makadara király (1865–1874)
- Oranje Szabadállam (köztársaság)
  - Államfő – Jan Brand (1864–1888), lista
- Szokoto Kalifátus (monarchia)
  - Uralkodó – Ahmadu Rufai (1867–1873)
  - Kormányfő – Ibrahim Khalilu bin Abd al-Kadir (1859–1874) nagyvezír
- Szváziföld (monarchia)
  - Uralkodó – Tsandzile Ndwandwe régens királyné (1865–1875)
- Transvaal Köztársaság (köztársaság)
  - Államfő – Marthinus Wessel Pretorius (1864–1871), lista
- Vadai Birodalom
  - Uralkodó – Ali kolak (1858–1874)

## Dél-Amerika
- Argentína (köztársaság)
  - Államfő –
    1. Bartolomé Mitre (1862–1868)
    2. Domingo Faustino Sarmiento (1868–1874), lista
- Bolívia (köztársaság)
  - Államfő – José Mariano (1864–1871), lista
- Brazil Császárság (monarchia)
  - Uralkodó – II. Péter császár (1831–1889)
- Chile (köztársaság)
  - Államfő – José Joaquín Pérez (1861–1871), lista
- Ecuador (köztársaság)
  - Államfő –
    1. Pedro José de Arteta (1867–1868)
    2. Francisco Javier Espinosa (1868–1869), lista
- Kolumbia (köztársaság)
  - Államfő –
    1. Santos Acosta (1867–1868)
    2. Santos Gutiérrez (1868–1870), lista
- Paraguay (köztársaság)
  - Államfő – Francisco Solano López (1862–1869), lista
- Peru (köztársaság)
  - Államfő –
    1. Mariano Ignacio Prado (1865–1868)
    2. Luis La Puerta (1868)
    3. Pedro Diez Canseco (1868)
    4. José Balta (1868–1872), lista
- Uruguay (köztársaság)
  - Államfő –
    1. Venancio Flores (1865–1868)
    2. Pedro Varela (1868)
    3. Lorenzo Batlle y Grau (1868–1872), lista
- Venezuela (köztársaság)
  - Államfő –
    1. Juan Crisóstomo Falcón (1863–1868)
    2. Manuel Ezequiel Bruzual (1868)
    3. Guillermo Tell Villegas (1868–1869), ideiglenes, lista

## Észak- és Közép-Amerika
- Amerikai Egyesült Államok (köztársaság)
  - Államfő – Andrew Johnson (1865–1869), lista
- Costa Rica (köztársaság)
  - Államfő –
    1. José Maria Castro (1866–1868)
    2. Jesús Jiménez Zamora (1868–1870), lista
- Dominikai Köztársaság (köztársaság)
  - Államfő –
    1. José María Cabral (1865–1868)
    2. Manuel Altagracia Cáceres (1868)
    3. Tábornoki Junta (1868)
    4. Buenaventura Báez (1868–1874), lista
- Salvador (köztársaság)
  - Államfő – Francisco Dueñas (1863–1871), lista
- Guatemala (köztársaság)
  - Államfő – Vicente Cerna Sandoval (1865–1871), lista
- Haiti (köztársaság)
  - Államfő – Sylvain Salnave (1867–1869), lista
- Honduras (köztársaság)
  - Államfő – José Maria Medina (1864–1872), lista
- Kanada (parlamentáris monarchia)
  - Uralkodó – Viktória királynő (1837–1901)
  - Kormányfő – John A. Macdonald (1867–1873), lista
- Mexikó (köztársaság)
  - Államfő – Benito Juárez (1857–1872), lista
- Nicaragua (köztársaság)
  - Államfő – Fernando Guzmán Solórzano (1867–1871), lista

## Ázsia
- Aceh Szultánság (monarchia)
  - Uralkodó – Alauddin Ibrahim Mansur Syah (1857–1870)
- Afganisztán (monarchia)
  - Uralkodó –
    1. II. Muhammad Azam emír (1867–1868)
    2. Ser Ali Kán emír (1868–1879)
- Bhután (monarchia)
  - Uralkodó – Condul Pekar druk deszi (1867–1870)
- Buhara
  - Uralkodó – Mozaffar al-Din kán (1860–1885)
- Dzsebel Sammar (monarchia)
  - Uralkodó –
    1. Talal bin Abdullah (1848–1868)
    2. Mutʿib (I) bin Abdullah (1868–1869), Dzsebel Sammar emírje
- Csoszon (monarchia)
  - Uralkodó – Kodzsong király (1863–1897)
- Hiva
  - Uralkodó – II. Muhammad Rahím Bahadúr kán (1864–1910)
- Japán (császárság)
  - Uralkodó – Mucuhito császár (1867–1912)
- Kína
  - Uralkodó – Tung-cse császár (1861–1875)
- Maszkat és Omán (abszolút monarchia)
  - Uralkodó –
    1. II. Szalím szultán (1866–1868)
    2. Azzán szultán (1868–1871)
- Nepál (alkotmányos monarchia)
  - Uralkodó – Szurendra király (1847–1881)
  - Kormányfő – Dzsung Bahadur Rana (1857–1877), lista
- Oszmán Birodalom (monarchia)
  - Uralkodó – Abdul-Aziz szultán (1861–1876)
  - Kormányfő – Mehmed Emin Ali pasa (1867–1871), lista
- Perzsia (monarchia)
  - Uralkodó – Nászer ad-Din sah (1848–1896)
- Sziám (parlamentáris monarchia)
  - Uralkodó –
    1. IV. Ráma király (1851–1868)
    2. Csulalongkorn király (1868–1910)

## Óceánia
- Tonga (monarchia)
  - Uralkodó – I. Tupou király (1845–1893)